# Homme du match
Le titre d’homme du match récompense le meilleur joueur ou à la meilleure joueuse d'un match dans certains sports comme le cricket, le football ou le rugby à XV. 

## Cricket
Le titre d'homme du match est accordé au joueur dont la contribution a été la plus déterminante dans le match, qu'il appartienne à l'équipe victorieuse ou perdante ; il s'agit typiquement du batteur ayant marqué le plus de courses ou du lanceur ayant remporté le plus de guichets. Le choix est généralement fait par les commentateurs du match. En test cricket, le Sud-Africain Jacques Kallis détient le record de titres d'homme du match, suivi par le Sri-Lankais Muttiah Muralitharan. Dans le format One-day international, l'Indien Sachin Tendulkar est le joueur le plus fréquemment nommé homme du match, suivi par le Sri-Lankais Sanath Jayasuriya.

## Football
L'homme du match Budweiser récompense le meilleur joueur de chaque match de football lors de la Coupe du monde de football 2010. Il est désigné après un vote des internautes sur le site de la FIFA lors de la seconde mi-temps du match. Le nom de cette récompense provient du sponsor, Budweiser.
De manière analogue, les internautes peuvent désigner l'homme du match Carlsberg pour chaque match de l'Euro 2012 en se rendant sur la page dédiée du site de l'UEFA.
L'Homme du Match UEFA Champions League est une récompense officiel décerné par l'UEFA après chaque rencontre de ligue des champions des tours à élimination directe afin de récompenser les meilleures performances individuelles dans l'épreuve.

## Rugby à XV
Lors des matchs du XV de France l'homme du match reçoit le trophée de Talent d'or de la Société générale